# Медаль Нестерова

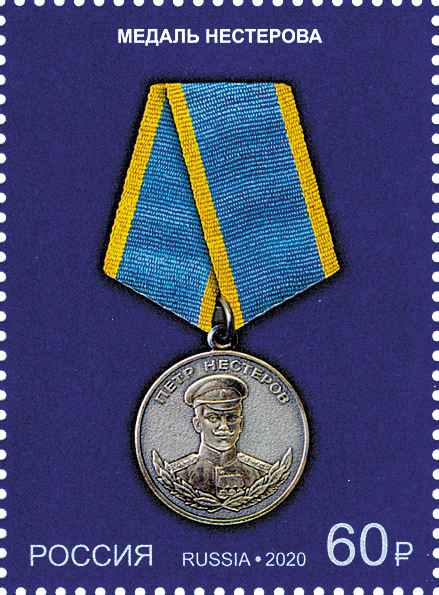
Медаль Нестерова на почтовой марке России 2020 года из серии «Государственные награды Российской Федерации».

Меда́ль Не́стерова — государственная награда Российской Федерации. Медаль названа в честь Петра Николаевича Нестерова — российского военного лётчика, основоположника высшего пилотажа (1887—1914; погиб в воздушном бою, впервые в практике боевой авиации применив таран).

## Положение о медали

### Основания для награждения
Медалью Нестерова награждаются военнослужащие военно-воздушных сил, авиации других видов и родов войск Вооружённых Сил Российской Федерации, Федеральной службы безопасности Российской Федерации и войск национальной гвардии Российской Федерации, лётный и инженерно-технический состав гражданской авиации и авиационной промышленности за личное мужество и отвагу, проявленные при защите Отечества и государственных интересов Российской Федерации, при несении боевой службы и боевого дежурства, при участии в учениях и манёврах, за отличные показатели в боевой подготовке и воздушной выучке, за особые заслуги в освоении, эксплуатации и обслуживании авиационной техники, высокое профессиональное мастерство самолётовождения и иные заслуги.
Награждение медалью Нестерова может быть произведено посмертно.

### Порядок ношения
Медаль Нестерова носится на левой стороне груди и при наличии других медалей Российской Федерации располагается после медали Жукова.
Для особых случаев и возможного повседневного ношения предусматривается ношение миниатюрной копии медали Нестерова, которая располагается после миниатюрной копии медали Жукова.
При ношении на форменной одежде ленты медали Нестерова на планке она располагается после ленты медали Жукова.

## Описание медали
Медаль Нестерова из серебра. Она имеет форму круга диаметром 32 мм с выпуклым бортиком с обеих сторон.
На лицевой стороне медали — рельефное погрудное изображение П. Н. Нестерова в военной форме — кителе и фуражке. В верхней части — рельефная надпись: «ПЕТР НЕСТЕРОВ», в нижней — рельефное изображение венка из лавровых ветвей.
На оборотной стороне медали, в верхней части, — рельефное изображение эмблемы военных лётчиков России — двуглавого орла с мечом, пропеллером и пылающей гранатой, в нижней — номер медали.
Медаль при помощи ушка и кольца соединяется с пятиугольной колодкой, обтянутой шёлковой, муаровой лентой голубого цвета с полосками жёлтого цвета вдоль краёв. Ширина ленты — 24 мм, ширина полосок — 3 мм.
При ношении на форменной одежде ленты медали Нестерова используется планка высотой 8 мм, ширина ленты — 24 мм.
Миниатюрная копия медали Нестерова носится на колодке. Диаметр миниатюрной копии медали — 16 мм.

## История награды

### 1994 год
Медаль Нестерова учреждена Указом Президента Российской Федерации от 2 марта 1994 года № 442 «О государственных наградах Российской Федерации».
Тем же указом утверждены первоначальное Положение о медали, в котором говорилось:
Медалью Нестерова награждаются военнослужащие Военно-воздушных сил, авиации всех видов Вооружённых Сил, родов войск, пограничных и внутренних войск Российской Федерации, лётный состав гражданской авиации и авиационной промышленности.
Награждение медалью Нестерова производится за личное мужество и отвагу, проявленные при защите Отечества и государственных интересов Российской Федерации, при несении боевой службы и боевого дежурства, на учениях и манёврах, за особые заслуги в освоении, эксплуатации и обслуживании авиационной техники, высокое профессиональное мастерство самолётовождения, за отличные показатели в боевой подготовке и воздушной выучке.
Медаль Нестерова носится на левой стороне груди и при наличии других медалей Российской Федерации располагается после медали Ушакова.
и первоначальное описание медали, в котором говорилось:
Медаль Нестерова имеет форму круга диаметром 32 мм с выпуклым бортиком с обеих сторон.
На лицевой стороне — рельефное погрудное изображение П. Н. Нестерова анфас, в военной форме — кителе и фуражке. В верхней части медали — рельефная надпись: «Петр Нестеров», в нижней — рельефный венок из лавровых ветвей.
На оборотной стороне медали в верхней части — рельефное изображение эмблемы военных лётчиков России — двуглавого орла с мечом, пропеллером и пылающей гранатой. Медаль имеет номер.
Медаль изготавливается из медно-никелевого сплава.
Медаль при помощи ушка и кольца крепится к пятиугольной колодке, обтянутой шёлковой муаровой лентой шириной 24 мм. Лента к медали голубого цвета с полосами жёлтого цвета шириной 3 мм вдоль краёв.

### 1995 год
Указом Президента Российской Федерации от 1 июня 1995 года № 554 «О внесении изменений в Указ Президента Российской Федерации от 2 марта 1994 года № 442 „О государственных наградах Российской Федерации“» была утверждена вторая по времени редакция Положения о медали, в которой говорилось:
Медалью Нестерова награждаются военнослужащие Военно-воздушных сил, авиации видов Вооружённых Сил, родов войск, пограничных и внутренних войск Российской Федерации, лётный состав гражданской авиации и авиационной промышленности за личное мужество и отвагу, проявленные при защите Отечества и государственных интересов Российской Федерации, при несении боевой службы и боевого дежурства, на учениях и манёврах, за особые заслуги в освоении, эксплуатации и обслуживании авиационной техники, высокое профессиональное мастерство самолётовождения, за отличные показатели в боевой подготовке и воздушной выучке.
Медаль Нестерова носится на левой стороне груди и при наличии других медалей Российской Федерации располагается после медали Ушакова.
Одновременно было утверждено и второе по времени описание медали, в котором говорилось:
Медаль Нестерова из серебра, имеет форму круга диаметром 32 мм с выпуклым бортиком с обеих сторон.
На лицевой стороне — рельефное погрудное изображение П. Н. Нестерова в военной форме — кителе и фуражке. В верхней части медали — рельефная надпись: «Петр Нестеров», в нижней — рельефный венок из лавровых ветвей.
На оборотной стороне медали в верхней части — рельефное изображение эмблемы военных лётчиков России — двуглавого орла с мечом, пропеллером и пылающей гранатой, в нижней — номер медали.
Медаль при помощи ушка и кольца соединяется с пятиугольной колодкой, обтянутой шёлковой муаровой лентой голубого цвета с полосками жёлтого цвета вдоль краёв. Ширина ленты 24 мм, ширина полосок 3 мм.

### 1999 год
Указом Президента Российской Федерации от 6 января 1999 года № 19 «О внесении изменений в Указ Президента Российской Федерации от 2 марта 1994 года № 442 „О государственных наградах Российской Федерации“» была утверждена третья по времени, отличающаяся введением в текст ряда наименований ведомств, редакция Положения о медали, в которой говорилось:
Медалью Нестерова награждаются военнослужащие Военно-воздушных сил, авиации видов и родов войск Вооружённых Сил, Федеральной пограничной службы Российской Федерации и внутренних войск Министерства внутренних дел Российской Федерации, лётный состав гражданской авиации и авиационной промышленности за личное мужество и отвагу, проявленные при защите Отечества и государственных интересов Российской Федерации, при несении боевой службы и боевого дежурства, на учениях и манёврах; за особые заслуги в освоении, эксплуатации и обслуживании авиационной техники, высокое профессиональное мастерство самолётовождения, за отличные показатели в боевой подготовке и воздушной выучке.
Медаль Нестерова носится на левой стороне груди и при наличии других медалей Российской Федерации располагается после медали Ушакова.
Одновременно было утверждено и незначительно отличающееся, третье по времени описание медали, в котором говорилось:
Медаль Нестерова из серебра. Она имеет форму круга диаметром 32 мм с выпуклым бортиком с обеих сторон.
На лицевой стороне — рельефное погрудное изображение П. Н. Нестерова в военной форме — кителе и фуражке. В верхней части медали — рельефная надпись: «Петр Нестеров», в нижней — рельефный венок из лавровых ветвей.
На оборотной стороне медали, в верхней части, — рельефное изображение эмблемы военных лётчиков России — двуглавого орла с мечом, пропеллером и пылающей гранатой, в нижней — номер медали.
Медаль при помощи ушка и кольца соединяется с пятиугольной колодкой, обтянутой шёлковой муаровой лентой голубого цвета с полосками жёлтого цвета вдоль краёв. Ширина ленты 24 мм, ширина полосок 3 мм.

### 2003 год
Указом Президента Российской Федерации от 19 ноября 2003 года № 1365 «Об изменении и признании утратившими силу некоторых актов Президента РСФСР и Президента Российской Федерации в связи с совершенствованием государственного управления в области безопасности Российской Федерации» в Положении о медали слова Федеральной пограничной службы Российской Федерации были заменены словами Федеральной службы безопасности Российской Федерации.

### 2010 год
В настоящем виде Положение о медали и её описание утверждены Указом Президента Российской Федерации от 7 сентября 2010 года № 1099 «О мерах по совершенствованию государственной наградной системы Российской Федерации».

### 2018 год
15 сентября 2018 года в положение о медали внесена возможность посмертного награждения.

## Награждённые медалью
1. Награждение медалью по годам:
| 1995 | 1996 | 1997 | 1998 | 1999 | 2000 | 2001 | 2002 | 2003 | 2004 | 2005 | 2006 | 2007 | 2008 | 2009 | 2010 | 2011 | 2012 | 2013 | 2014 | 2015 | 2016 | 2017 | 2018 | 2019 | 2020 | 2021 | 2022 | Всего |
| ---- | ---- | ---- | ---- | ---- | ---- | ---- | ---- | ---- | ---- | ---- | ---- | ---- | ---- | ---- | ---- | ---- | ---- | ---- | ---- | ---- | ---- | ---- | ---- | ---- | ---- | ---- | ---- | ----- |
| 14   | 33   | 8    | 15   | 10   | 6    | 3    | 10   | 12   | 10   | 2    | 5    | 3    | 4    | 5    | 2    | 5    | 2    | 1    | 1    | 3    | 22   | 3    | 1    | 8    | 0    | 11   | 5    | 199   |

(Показано награждение лиц за гражданские заслуги. Сведения о лицах, награждённых за личное мужество и отвагу, проявленные при защите Отечества и государственных интересов Российской Федерации, при несении боевой службы и боевого дежурства, при участии в учениях и манёврах, за отличные показатели в боевой подготовке и воздушной выучке, отсутствуют.)
2. Награждение медалью женщины: Литюшкина Нина Васильевна, второй пилот воздушного судна открытого акционерного общества «Авиакомпания „Красноярские авиалинии“», Красноярский край; Лапуцкая Елена Викторовна, бортпроводник акционерного общества "Авиакомпания "Ангара", Иркутская область.